# Martin le guerrier
Martin le guerrier (titre original : Mossflower) est le deuxième tome de la série Rougemuraille de Brian Jacques. Publié en 1988, il fut traduit en français et découpé en trois tomes : La Reine aux yeux multiples, La Montagne de feu et Le Retour triomphal.
Dans l'ordre chronologique de l'histoire, il est précédé par Le Fils de Luc et suivi par Le Guerrier disparu.
Après sa victoire sur Tarkan ,le souriceau Martin erre. Arrivé dans la forêt de Mousseray,il est capturé par les soldats de la lugubre citadelle de Castelfélis.Or le chat Verdelet,roi du château,est assassiné par sa fille Tsarmina,qui accuse son propre frère du meurtre et devient souveraine de Mousseray. Martin s'enfuit et rejoint l'Antifélis ,qui lutte contre les tyrans de Castelfélis... 